# Товашов, Александр Тихонович
Алекса́ндр Ти́хонович Товашо́в (20 апреля 1921, Нурьял Карамас, Краснококшайский кантон, Марийская автономная область, РСФСР ― 1 января 1975, Зугдиди, Грузинская ССР, СССР) ― марийский советский юрист. Помощник, старший помощник, заместитель прокурора Марийской АССР (1963―1974). Заслуженный юрист РСФСР (1970). Участник Великой Отечественной войны. Член ВКП(б) с 1945 года, член Бюро Марийского обкома КПСС.

## Биография
Родился 20 апреля 1921 года в дер. Нурьял Корамас ныне Моркинского района Марий Эл в крестьянской семье.
По окончании семилетней школы в родной деревне учился в Мари-Биляморском педагогическом училище Мари-Турекского района Марийской АССР.
В 1941 году окончил Казанский юридический институт.
В феврале 1942 года призван в РККА. Участник Великой Отечественной войны: в 1942 году ― командир отделения автоматной роты 186 танковой бригады 10 танковой армии на Западном фронте. В июле 1942 года был тяжело ранен, контужен, восемь месяцев лечился в госпиталях. В апреле 1943 года окончил школу особого отдела НКВД Уральского военного округа, в 1943―1946 годах ― следователь особого отдела НКВД, уполномоченный управления контрразведки «Смерш» в 5-й минно-заградительной бригаде, затем ― в Управлении контрразведки Московского военного округа, в 327 бомбардировочной авиационной дивизии 2-го Белорусского фронта. Демобилизовался из армии в феврале 1946 года в звании капитана юстиции.
После демобилизации около 1 года работал следователем прокуратуры Горномарийского района Марийской АССР. С 1947 года ― прокурор Сотнурского, с 1949 года ― Сернурского, с 1956 года ― Моркинского, с 1960 года ― Медведевского районов МарАССР.
В 1963 году заочно окончил Казанский государственный университет. С 1963 года ― помощник прокурора, старший помощник прокурора по надзору за местами лишения свободы, в 1971―1974 годах ― заместитель прокурора Марийской АССР.
В 1945 году вступил в ВКП(б). Был членом Бюро Марийского обкома КПСС.
Занимался общественной деятельностью, лектор Всесоюзного общества «Знание». Был секретарём первичной партийной организации Прокуратуры Марийской АССР. Избирался депутатом Йошкар-Олинского городского Совета.
За многолетнюю и безупречную работу в 1970 году ему присвоено почётное звание «Заслуженный юрист РСФСР». Награждён орденом «Знак Почёта» и Почётной грамотой Президиума Верховного Совета Марийской АССР.
Скончался 1 января 1975 года в г. Зугдиди Грузинской ССР. Похоронен на Туруновском кладбище Йошкар-Олы. 

## Звания и награды
- Заслуженный юрист РСФСР (1970)[1][2]
- Орден «Знак Почёта» (1967)[1][2]
- Орден Красной Звезды (30.04.1945)[5]
- Медаль «За победу над Германией в Великой Отечественной войне 1941—1945 гг.» (09.05.1945)[4]
- Медаль «Двадцать лет Победы в Великой Отечественной войне 1941—1945 гг.»[4]
- Медаль «За доблестный труд. В ознаменование 100-летия со дня рождения Владимира Ильича Ленина»[4]
- Почётная грамота Президиума Верховного Совета Марийской АССР (1951)[1][2]